# Follicule ovarien

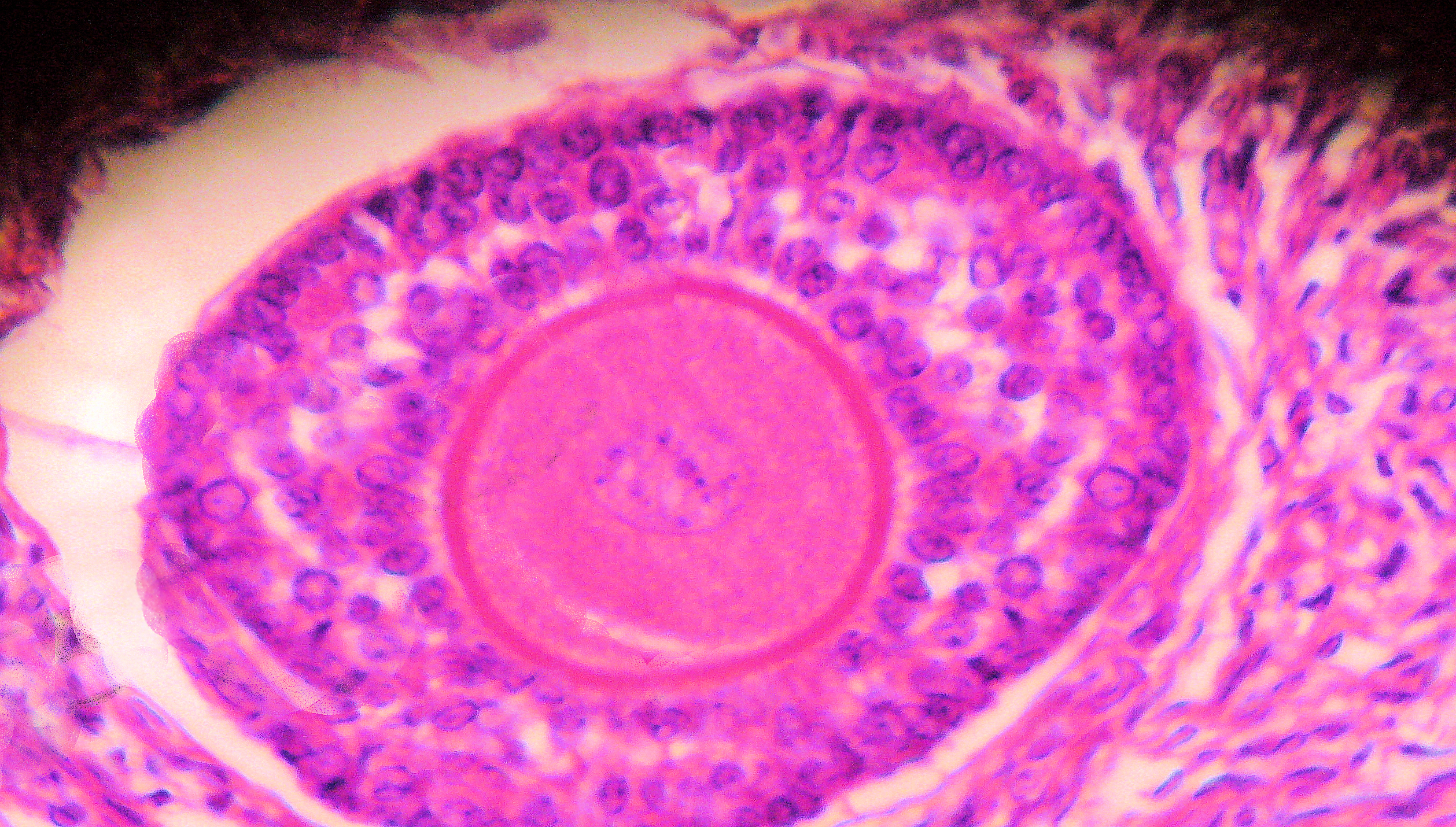
Follicule ovarien humain

Un follicule ovarien est un agrégat de cellules sphérique dans les ovaires, contenant l'ovocyte qui est relâché pendant l'ovulation. Il consiste en un revêtement externe fibrovasculaire, un revêtement interne de cellules nucléées, et un fluide transparent, albumineux dans lequel l'ovocyte est suspendu. Les follicules ont été observés pour la première fois en 1672, par De Graaf. Il est possible de le considérer comme l'unité fonctionnelle de l'ovaire, permettant d'un côté la production d'hormones stéroïdiennes et de l'autre la maturation progressive de l'ovocyte.

## Développement des follicules

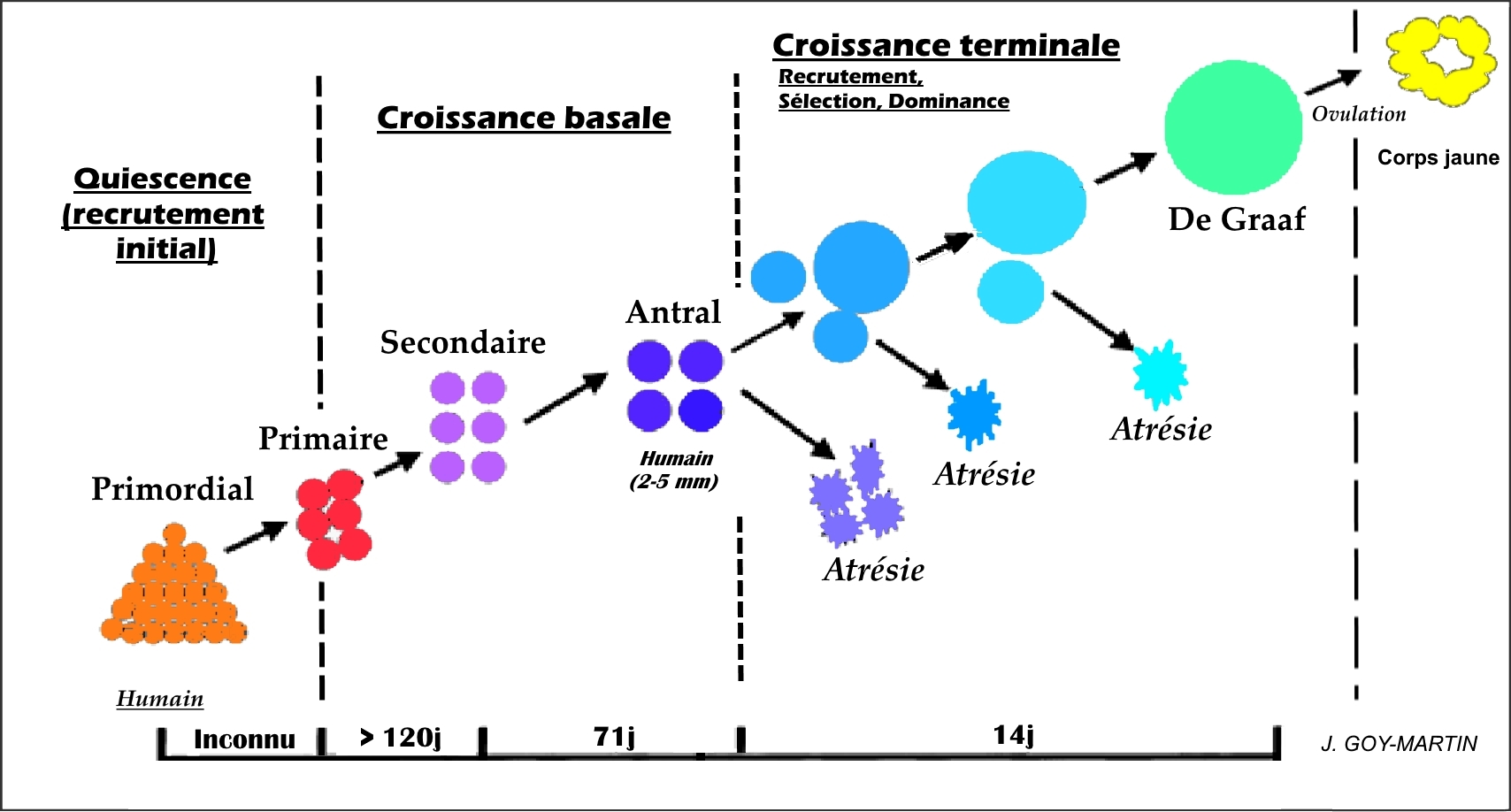
Folliculogénèse humaine

Dès la puberté, un certain nombre de follicules primordiaux vont grossir (par vagues de quelques dizaines chaque jour), pour donner une fois par cycle de 28 jours un follicule pré-ovulatoire, au sein duquel l'ovocyte I (bloqué juste après le stade diplotène, au stade dictyotène ou stade dictyé de la prophase I de méiose) reprendra sa méiose avant d'être expulsé du follicule ovarien lors de l'ovulation. On distingue plusieurs stades intermédiaires de développement folliculaire. L'ensemble de ces étapes est appelé folliculogénèse : la maturation d’une cohorte de follicules primordiaux qui dans la majorité des cas aboutira à l’ovulation d’un seul d’entre eux (durée d'environ 120j). À chaque étape, une partie des follicules engagés vont entrer en apoptose, on parle alors d'atrésie.

### Follicule primordial
Durant la période fœtale, pendant que les ovocytes I pré-leptotènes entament leur méiose, ils s'entourent d'une couche constituée d'une vingtaine de cellules folliculaires, aplaties, provenant de l'épithélium ovarien (dérivant de l'épithélium germinatif qui dérive lui-même de l'épithélium cœlomique), ainsi que de la membrane de Slavjanski. Les ovocytes qui ne s'entourent pas de cette couche subissent une dégénérescence (atrésie). Le développement des follicules se poursuit à la puberté.

### Follicule primaire
Les cellules aplaties évoluent pour former des cellules cubiques ou cuboïdes, mais ne forment toujours qu'une seule couche. L'ovocyte, quant à lui, grossit très légèrement.

### Follicule secondaire
L'ovocyte est entouré de plusieurs couches de cellules, la zone pellucide apparaît et l'entoure.
Une lame basale, la membrane de Slavjanski, sépare ces cellules du stroma ovarien.

### Follicule pré-antral
Les cellules folliculaires entourant l'ovocyte deviennent cubiques et volumineuses. Elles prennent alors le nom de cellules granulaires. En continuant à se développer, elles vont former plusieurs couches cellulaires avasculaires appelées granulosa. Une zone pellucide constituée de glycoprotéines va se mettre en place entre la membrane plasmique de l'ovocyte et la granulosa, tout en respectant les communications établies entre elles.
À la périphérie de la membrane de Slavjanski, les cellules du stroma ovarien vont se différencier en thèque interne, très vascularisée, qui secrète les précurseurs des œstrogènes, et en thèque externe, qui est un simple tissu conjonctif.

### Follicule antral
Les sécrétions des cellules folliculaires créent de petites cavités dans la granulosa appelés « corps de Call et Exner ». Elles confluent pour former l'antrum, une cavité unique remplie de liquide folliculaire. L'ovocyte flotte dans cette cavité, rattaché à la granulosa par une formation appelée cumulus oophorus (ou « cumulus proligère » ou encore « promontoire »), de plus en plus fine au fur et à mesure que l'antrum grandit.

### Follicule de De Graaf (ou follicule «mûr»)
Il doit son nom à Reinier De Graaf. Il se forme durant les heures précédant l'ovulation.
Les cellules du cumulus oophorus se transforment. Celles situées au contact de la zone pellucide s'allongent et se disposent radiairement par rapport à l'ovocyte, constituant la corona radiata, qui accompagnera l'ovocyte à sa sortie de l'ovaire. Les autres sont dissociées, et constituent une masse ayant l'aspect d'une nébuleuse.

## Formation des ovocytes dans les follicules
À partir de la puberté, au début de chaque cycle menstruel, un ovocyte, jusqu'ici bloqué en prophase 1, reprend sa méiose. La première division méiotique est excentrique, aboutissant à deux cellules de taille largement inégale. Le processus de la deuxième division méiotique débute mais se bloque en métaphase 2. Ce n'est qu'après son expulsion dans les voies génitales (ovulation) et la pénétration d'un spermatozoïde (fécondation), que l'ovocyte terminera cette deuxième division.